# Vuokalansaari
Vuokalansaari är en ö i Finland. Den ligger i sjön Vuokalanjärvi och i kommunen Nyslott i  landskapet Södra Savolax, i den sydöstra delen av landet, 300 km nordost om huvudstaden Helsingfors. Öns area är 57,7 hektar och dess största längd är 2,1 kilometer i sydöst-nordvästlig riktning.